# Зонберг, Жан Фрицевич
Жан Францевич Зонберг (1891 (по другим данным 1896) — 1 сентября 1938) — советский военный деятель, начальник и военный комиссар Академии бронетанковых войск, инспектор при НКО СССР по военной работе Осоавиахима СССР, комкор.

## Биография
Латыш, из крестьян, член ВКП(б), образование высшее, поручик царской армии. По окончании школы работал писарем в волостном управлении, затем в Саратове на заводе. Там же в 1909 вступил в РСДРП(б). В 1911 поступил на юридический факультет Московского университета, откуда был исключён за участие в революционном движении. В 1914 призван в армию. Воевал на Кавказе. В 1917 участвовал в штурме Зимнего дворца.
В 1917 председатель Валковского ревкома, затем комиссар при штабе главкома Петроградского военного округа. Командир бронепоезда № 2 Путиловского завода (февраль — 24 марта 1918), воевал на Урале и в Сибири. Командирован в западные области республики, затем в Иркутск для формирования частей Красной Армии (24 марта — 21 мая 1918), командовал отрядами на краснинском направлении (20 июня — 18 июля 1918). Командир бригад: 1-й Средней Уральской (7 октября — 2 ноября 1918), Особой (в составе 3-й армии) (2 ноября — 31 декабря 1918). Помощник командующего войсками Риги (11 февраля — 30 мая 1919), командир Отдельного полка особого назначения 15-й армии (30 мая — 1 сентября 1919). Командовал 4-й, затем 2-й бригадами 41-й стрелковой дивизии (27 октября 1919 — 1 января 1920), 41-й стрелковой дивизией (29 мая — 2 сентября 1920; 25 декабря 1920 — 1 января 1921), группой 45-й стрелковой дивизии (сентябрь 1920), затем 41-й стрелковой бригадой (с 1 января 1921). В 1921—1924 командир 25-й стрелковой дивизии (Чапаевской), затем 20-й стрелковой дивизии, помощник командира 1-го стрелкового корпуса.

Делегаты Белорусского военного округа
на XVI съезде ВКП(б), 1930 г.
Ж. Ф. Зонберг сидит во втором ряду крайним справа

С января 1925 — командир 3-й стрелковой Казанской дивизии, с мая 1925 — командир 6-го стрелкового корпуса. В 1928—1929 годах Зонберг в числе пяти советских военачальников высокого ранга — Якира, Лациса, Лонгва, Степанова — обучается в Германской военной академии при Генеральном Штабе (тогда правительства Веймарской республики и СССР проводили взаимные военные обучения). По окончании курсов их принял президент Германии Гинденбург. В 1929—1932 помощник командующего Белорусским военным округом.
B 1930 г. направлен в Москву делегатом XVI съезда ВКП(б) от Белорусского военного округа. B 1932—1933 первый начальник Военной академии механизации и моторизации РККА, в 1933—1937 инспектор при Наркомате Обороны СССР по военной работе Осоавиахима СССР. При введении персональных воинских званий в 1935 году присвоено звание комкора.
Проживал в Москве на улице Горького, дом 109, квартира 8. Арестован 29 ноября 1937. Приговорён ВКВС СССР 1 сентября 1938 по обвинению в участии в контр-революционной террористической организации к ВМН. Расстрелян в тот же день. Реабилитирован 30 июня 1956.

## Воинские чины и звания
- Рядовой — 1914
- Прапорщик — 02.03.1916
- Подпоручик — 1917
- Поручик — 1917
- Комкор — 20.11.1935[7]

## Награды
Два ордена Красного Знамени.